# Крейг (Аляска)
Крейг (англ. Craig, тлинкит. Sháan Séet) — город первого класса в зоне переписи населения Принс-оф-Уэльс—Хайдер, штат Аляска, США. По данным переписи населения 2010 года, население города составляло 1201 человек, по оценке на 2014 год — 1254 человека.

## География
Крейг является крупнейшим населённым пунктом на острове Принца Уэльского, четвёртом по величине острове США. Расположен примерно в 90 км к северо-западу от города Кетчикан и в 350 км к югу от столицы штата, города Джуно. Площадь города составляет 24,3 км², из них 17,3 км² — суша и 7,0 км² — открытые водные поверхности.

## История
Годом основания города считается 1907, когда Крейг Миллер при помощи индейцев хайда, переселившихся сюда с Хайда-Гуаи, построил на соседнем острове предприятие по посолу рыбы. 1 марта 1922 года Крейг был инкорпорирован как город второго класса (2nd-class city), а в 1973 году — как город первого класса (1st-class city).
Развитие рыбной промышленности является причиной довольно значительного населения по сравнению с соседними населёнными пунктами. Огромное количество лосося в 1930-е годы привлекло сюда много новых поселенцев. В 1950-е годы наступил крах рыбной промышленности из-за истощенных популяций лосося. В 1972 году неподалёку была построена крупная лесопилка, став устойчивым источником круглогодичного занятости. Сегодня основу экономики Крейга составляет промысловое рыболовство, рыбопереработка и лесная промышленность.

## Население
По данным переписи 2000 года, население города составляло 1397 человек. Расовый состав: белые — 67,07 %; коренные американцы — 21,67 %; афроамериканцы — 0,07 %; азиаты — 0,57 %; представители других рас — 0,57 % и представители двух и более рас — 10,02 %. Латиноамериканцы любой расы составляли 2,79 % населения.
Из 523 домашних хозяйств в 41,1 % — воспитывали детей в возрасте до 18 лет, 49,9 % представляли собой совместно проживающие супружеские пары, в 11,5 % семей женщины проживали без мужей, 33,3 % не имели семьи. 25,2 % от общего числа семей на момент переписи жили самостоятельно, при этом 3,8 % составили одинокие пожилые люди в возрасте 65 лет и старше. В среднем домашнее хозяйство ведут 2,69 человек, а средний размер семьи — 3,16 человек.
Доля лиц в возрасте младше 18 лет — 31,9 %; лиц в возрасте от 18 до 24 лет — 7,9 %; от 25 до 44 лет — 31,8 %; от 45 до 64 лет — 23,9 % и лиц старше 65 лет — 4,6 %. Средний возраст населения — 34 года. На каждые 100 женщин приходится 119,7 мужчин; на каждые 100 женщин в возрасте старше 18 лет — 118,3 мужчин.
Средний доход на совместное хозяйство — $45 298; средний доход на семью — $52 500. Средний доход на душу населения — $20 176. Около 7,8 % семей и 9,8 % населения проживают за чертой бедности.
Динамика численности населения города по годам:
| 1930 | 1940 | 1950 | 1960 | 1970 | 1980 | 1990 | 2000 | 2010 |
| ---- | ---- | ---- | ---- | ---- | ---- | ---- | ---- | ---- |
| 231  | 505  | 374  | 273  | 272  | 527  | 1260 | 1397 | 1201 |